# Викфорс, Оса
Оса Викфорс (швед. Åsa Wikforss, 25 июля 1961) — шведская писательница и философ. Член Шведской академии.

## Биография
Оса Викфорс родилась в 1961 года в Гётеборге. В 1996 года она окончила Колумбийский университет, защитила диссертацию Linguistic Freedom: An Essay in Meaning and Rules. В 2002 году она стала доцентом в Стокгольмском университете, тем самым она стала в Швеции первой женщиной-адъюнкт-профессором теоретической философии.
В 2002 году она получила двухлетний исследовательский грант от фонда Stiftelsen Riksbankens jubileumsfond для выполнения работы Knowing One’s Own Thoughts' («Познавая свои мысли») в области интернализма и самопознания, исследовала природу знания, языка и мышления, участвовала в радиопередачах на Шведском радио. В 2017 году она выпустила книгу Alternativa fakta: om kunskapen och dess fiender («Альтернативные факты: знания и их враги»), рассматривающую то, как люди сопротивляются фактам и знаниям. Эта книга привлекла внимание некоторых СМИ и телевизионного канала TV4.
В июне 2018 года Осу Викфорс выбрали членом Шведской королевской академии наук в области гуманитарных наук. В 2019 года она удостоилась научно-популярной премии Natur & Kulturs. В том же году она получила приз ÅForsks Kunskapspris.
9 мая 2019 года Оса была избрана членом Шведской академии, сменив Сару Даниус.

## Книги и публикации
- Alternativa fakta: om kunskapen och dess fiender (2017)
- The Insignificance of Transparency, in Externalism, Self-Knowledge, and Skepticism, ed. S. Goldberg, Cambridge: Cambridge University Press, 2015
- Does Semantics Need Normativity? Comments on Allan Gibbard, Meaning and Normativity. Forthcoming in Inquiry Book Symposium
- Natural Kinds and Natural Kind Terms: Myth and Reality (with Sören Häggqvist), forthcoming in British Journal for the Philosophy of Science
- Davidson and Wittgenstein — a Homeric Struggle?, forthcoming in Wittgenstein and Davidson on Thought, Language, and Action (ed.), Cambridge University Press
- Reasons for Belief and Normativity, (with Kathrin Glüer), forthcoming in Oxford Handbook of Reasons and Normativity, ed. Daniel Star, Oxford: OUP, 2015